# IEEE 802.11ah
IEEE 802.11ah est un amendement à la norme IEEE 802.11 plus connue sous le nom de Wi-Fi. Cet amendement a été ratifié en mai 2017 ; il spécifie un mode de transmission de données par liaison sans fil à des débits allant jusqu'à 4 Mbit/s dans la bande de fréquence ISM des 900 MHz.

## Présentation
Les murs et les planchers peuvent limiter sérieusement la portée des réseaux sans fil. Cette nouvelle norme de l'IEEE et de la Wi-Fi Alliance vise à fournir avec le 802.11ah une meilleure pénétration à travers les obstacles (murs et cloisons) et une économie d'énergie comparé aux normes Wi-Fi traditionnelles fonctionnant dans les bandes des 2,4 GHz et 5 GHz.

### Fonctionnement du 802.11ah
En opérant dans le spectre de 900 MHz sans licence (863 MHz - 868 MHz en Europe), le 802.11ah diffère du Wi-Fi d'aujourd'hui qui fonctionne à 2,4 GHz ou 5 GHz. Avec les fréquences plus élevées il est plus difficile pour les signaux de conserver leur intégrité lors de leur passage à travers les obstacles solides. 
En utilisant des fréquences de 800 ou 900 MHz, les obstacles comme les murs, les planchers et les portes ne sont pas autant un problème. 
Selon la WiFi Alliance, 802.11ah est également capable atteindre près du double de la portée des normes actuelles. Il y a aussi un autre avantage : étant donné que le signal n'est pas autant atténué lors de son passage à travers les objets, les équipements consomment moins de puissance pour l'envoi et la réception des données.

### Avantages du 802.11ah
La raison principale pour laquelle l'Alliance WiFi a conçu cette nouvelle norme 802.11ah - que l'Alliance a surnommé HaLow - avec les économies d'énergie à l'esprit, est de permettre l'utilisation du Wi-Fi pour l'Internet des objets.
L'augmentation de la portée, l'existence d'un mode veille et la puissance d'émission inférieure font du 802.11ah un protocole adapté pour des usages tels que les systèmes de surveillance de structures, de ponts et de bâtiments pour mesurer leur vieillissement. Le 802.11ah vise aussi le marché des appareils fonctionnant sur piles ou batteries, comme les équipements portatifs (wearable) tels que les lunettes, montres et bracelets connectés et le marché de la domotique. La contrepartie de la faible consommation est un débit beaucoup plus faible que celui des autres normes Wi-Fi récentes.

## Comparaison avec les autres normes IEEE 802.11
| Réseaux locaux 802.11 : standards physiques   | Réseaux locaux 802.11 : standards physiques | Réseaux locaux 802.11 : standards physiques | Réseaux locaux 802.11 : standards physiques | Réseaux locaux 802.11 : standards physiques                                                        | Réseaux locaux 802.11 : standards physiques | Réseaux locaux 802.11 : standards physiques | Réseaux locaux 802.11 : standards physiques | Réseaux locaux 802.11 : standards physiques |
| Protocole 802.11                              | date                                        | Fréquence                                   | largeur de bande                            | Débit binaire                                                                                      | Nombre maximum de flux MIMO                 | Codage / Modulation                         | Portée                                      | Portée                                      |
| Protocole 802.11                              | date                                        | Fréquence                                   | largeur de bande                            | Débit binaire                                                                                      | Nombre maximum de flux MIMO                 | Codage / Modulation                         | Intérieur                                   | Extérieur                                   |
| Protocole 802.11                              | date                                        | (GHz)                                       | (MHz), (GHz)                                | (Mbit/s), (Gbit/s)                                                                                 | Nombre maximum de flux MIMO                 | Codage / Modulation                         | (mètres)                                    | (mètres)                                    |
| --------------------------------------------- | ------------------------------------------- | ------------------------------------------- | ------------------------------------------- | -------------------------------------------------------------------------------------------------- | ------------------------------------------- | ------------------------------------------- | ------------------------------------------- | ------------------------------------------- |
| 802.11-1997 (d'origine)                       | juin 1997                                   | 2,4                                         | 79 ou 22 MHz                                | 1, 2 Mbit/s                                                                                        | NC                                          | FHSS, DSSS                                  | 20 m                                        | 100 m                                       |
| 802.11a (Wi-Fi 2)                             | sept 1999                                   | 5 3,7[A](US)                                | 20 MHz                                      | 6 Mbit/s à 54 Mbit/s                                                                               | 1                                           | OFDM                                        | 35 m                                        | 120 m (5 GHz) 5 000 m[A] (3,7 GHz)          |
| 802.11b (Wi-Fi 1)                             | sept 1999                                   | 2,4                                         | 22 MHz                                      | 1 Mbit/s à 11 Mbit/s                                                                               | 1                                           | DSSS                                        | 35 m                                        | 140 m                                       |
| 802.11g (Wi-Fi 3)                             | juin 2003                                   | 2,4                                         | 20 MHz                                      | 6 Mbit/s à 54 Mbit/s                                                                               | 1                                           | OFDM                                        | 38 m                                        | 140 m                                       |
| 802.11n (Wi-Fi 4)                             | oct 2009                                    | 2,4 5                                       | 20, 40 MHz                                  | 6,5 Mbit/s à 600 Mbit/s (voire 1,2 Gbit/s en utilisant simultanément les deux bandes de fréquence) | 4                                           | OFDM                                        | 70 m (2.4 GHz) 35 m (5 GHz)                 | 250 m                                       |
| 802.11ac (Wi-Fi 5)                            | déc 2013                                    | 5                                           | 20, 40, 80, 160 MHz                         | 6,5 Mbit/s à 6,93 Gbit/s                                                                           | 8                                           | OFDM                                        | 12-35 m                                     | 300 m                                       |
| 802.11ad                                      | déc 2012                                    | 57 à 71                                     | 1,7 à 2,16 GHz                              | jusqu’à 6,75 Gbit/s                                                                                | NC                                          | OFDM ou porteuse unique                     | 10 m                                        | 10 m                                        |
| 802.11af (en)                                 | fév 2014                                    | 0,054 à 0,79                                | 6 à 8 MHz                                   | 1,8 à 568,9 Mbit/s                                                                                 | 4                                           | OFDM                                        | 100 m                                       | 1 000 m                                     |
| 802.11ah                                      | mai 2017                                    | 0,9                                         | 1 à 8 MHz                                   | 0,6 à 8,6 Mbit/s                                                                                   | 4                                           | OFDM                                        | 100 m                                       | 100 m                                       |
| 802.11ax (Wi-Fi 6 et 6E)                      | fév 2021                                    | 1 à 7,1                                     | 20, 40, 80, 160 MHz                         | 8 Mbit/s à 9,6 Gbit/s                                                                              | 8                                           | OFDM, OFDMA                                 | 12-35 m                                     | 300 m                                       |
| 802.11ay (en)                                 | mars 2021                                   | 58,3 à 70,2                                 | 2,16 à 8,64 GHz                             | 20 à 176 Gbit/s                                                                                    | 4                                           | OFDM ou porteuse unique.                    | 100 m                                       | 500 m                                       |
| 802.11be (Wi-Fi 7)                            | 2024                                        | 2,4 5 et 6                                  | 20 40 80 160 320 MHz                        | | 16                                          | OFDMA                                       | 30 m intervalle de garde 0,8µs              | 120 m intervalle de garde 3,2µs             |
| Voir aussi : - Wi-Fi - Liste des canaux Wi-Fi |                                             |                                             |                                             | |                                             |                                             |                                             |                                             |

- A1 A2  IEEE 802.11y est équivalent à la norme 802.11a mais utilise la bande de fréquence des 3,7 GHz. Elle n’est autorisée qu’aux États-Unis par la FCC.
- B  par flux MIMO, avec intervalle de garde court (SGI).
- C  par flux MIMO, avec intervalle de garde long.
- D  en mode "single user" et débit maximum pour 8 flux MIMO.